# Суперлига (баскетбол, мужчины)
Суперлига — вторая по значимости лига в структуре российского мужского баскетбола.Контролируется РФБ. Была образована в 2000 году под названием «Суперлига Б», после того как Суперлигу (в 1995—2000 гг. так назывался высший дивизион российского баскетбола), состоявшую тогда из 19 клубов, разделили на дивизион «А» и дивизион «Б». В 2010 году была переименована в Суперлигу в связи с решением о ликвидации дивизиона «А» Суперлиги, которое было принято 15 июня 2010 года. В разные годы число участников лиги составляло от 9 до 16 команд.
Согласно регламенту команды играют по двухкруговой системе (по 1 матчу с каждым из соперников дома и гостях), до 2012 года соперники играли в 4 круга: по 2 спаренных матча (за двое суток) дома и в гостях. По итогам регулярного чемпионата команды, занявшие 1-8 места, играют плей-офф по олимпийской системе на выбывание до двух побед (1 команда с 8 командой, 2 команда с 7 командой, 3 команда с 6 командой, 4 команда с 5 командой), с сезона 2012/13 — до трёх побед. Победитель Суперлиги до 2014 года получал гарантированное место в квалификации Кубка вызова ФИБА. До 2012 года чемпион Суперлиги получал повышение в ПБЛ при наличии достаточного бюджета и предоставлении финансовых гарантий.

## История
До 2010 года победитель Суперлиги Б попадал в Суперлигу А при достижении следующих условий:
- арена, на которой проводятся домашние матчи клуба, должна вмещать не менее 2 000 зрителей;
- финансовые гарантии участия в чемпионате (договоры со спонсорами, и т. д.), подтверждающие минимальный источник дохода для проведения полноценного сезона.

В случае отсутствия у клуба достаточно вместимой арены департамент Суперлиги мог специальным решением допустить клуб к участию в Суперлиге А (пример: «Университет-Югра» в сезоне 2004/2005). Как правило, на практике это разрешение давалось не более чем на один сезон.
В случае отказа (или недопуска департаментом Суперлиги) победителя к участию в Суперлиге А это право не переходило команде, занявшей второе место. Тем не менее, иногда путёвки в Суперлигу А получали и другие клубы, помимо победителя Суперлиги Б.
Изначально предполагалось, что команда, занявшая последнее место по итогам чемпионата, будет выбывать в высшую лигу, а команды, занявшие второе и предпоследнее места — играть переходные матчи с командами Суперлиги А и высшей лиги соответственно. На практике же как повышение, так и понижение команд в классе чаще всего происходило не по спортивному, а по экономическому принципу — повышение в классе получали клубы, имевшие достаточный для этого бюджет, а клубы, испытывавшие финансовые проблемы, выбывали из Суперлиги Б в низшую лигу (вне зависимости от занятого места), либо вовсе прекращали своё существование.

## Победители и призёры Суперлиги
| 2024/2025 | Темп-СУМЗ-УГМК (Ревда)                                                            | ЦСКА-2 (Москва)                                                                   | Химки                                                                             |                                                                                   |                                                                                   |                                                                                   |                                                                                   |
| 2023/2024 | Динамо (Владивосток)                                                              | Химки                                                                             | Темп-СУМЗ-УГМК (Ревда)                                                            |                                                                                   |                                                                                   |                                                                                   |                                                                                   |
| 2022/2023 | Уралмаш (Екатеринбург)                                                            | Руна (Москва)                                                                     | Химки                                                                             |                                                                                   |                                                                                   |                                                                                   |                                                                                   |
| 2021/2022 | Уралмаш (Екатеринбург)                                                            | Руна (Москва)                                                                     | Темп-СУМЗ-УГМК (Ревда)                                                            |                                                                                   |                                                                                   |                                                                                   |                                                                                   |
| 2020/2021 | Самара (Самара)                                                                   | Уралмаш (Екатеринбург)                                                            | Темп-СУМЗ-УГМК (Ревда)                                                            |                                                                                   |                                                                                   |                                                                                   |                                                                                   |
| 2019/2020 | Сезон досрочно завершён в связи с пандемией коронавируса без определения призёров | Сезон досрочно завершён в связи с пандемией коронавируса без определения призёров | Сезон досрочно завершён в связи с пандемией коронавируса без определения призёров | Сезон досрочно завершён в связи с пандемией коронавируса без определения призёров | Сезон досрочно завершён в связи с пандемией коронавируса без определения призёров | Сезон досрочно завершён в связи с пандемией коронавируса без определения призёров | Сезон досрочно завершён в связи с пандемией коронавируса без определения призёров |
| 2018/2019 | Самара (Самара)                                                                   | Спартак (Санкт-Петербург)                                                         | Темп-СУМЗ-УГМК (Ревда)                                                            |                                                                                   |                                                                                   |                                                                                   |                                                                                   |
| 2017/2018 | Спартак-Приморье (Владивосток)                                                    | Самара (Самара)                                                                   | Темп-СУМЗ-УГМК (Ревда)                                                            |                                                                                   |                                                                                   |                                                                                   |                                                                                   |
| 2016/2017 | Университет-Югра (Сургут)                                                         | Иркут (Иркутск)                                                                   | Спартак-Приморье (Владивосток)                                                    |                                                                                   |                                                                                   |                                                                                   |                                                                                   |
| 2015/2016 | Сахалин (Южно-Сахалинск)                                                          | Темп-СУМЗ-УГМК (Ревда)                                                            | Парма (Пермь)                                                                     |                                                                                   |                                                                                   |                                                                                   |                                                                                   |
| 2014/2015 | Новосибирск                                                                       | Спартак-Приморье (Владивосток)                                                    | Динамо (Москва)                                                                   |                                                                                   |                                                                                   |                                                                                   |                                                                                   |
| 2013/2014 | Автодор (Саратов)                                                                 | Университет-Югра (Сургут)                                                         | Спартак-Приморье (Владивосток)                                                    |                                                                                   |                                                                                   |                                                                                   |                                                                                   |
| 2012/2013 | Урал (Екатеринбург)                                                               | Университет-Югра (Сургут)                                                         | Автодор (Саратов)                                                                 |                                                                                   |                                                                                   |                                                                                   |                                                                                   |
| 2011/2012 | Урал (Екатеринбург)                                                               | Университет-Югра (Сургут)                                                         | Рязань                                                                            |                                                                                   |                                                                                   |                                                                                   |                                                                                   |
| 2010/2011 | Спартак-Приморье (Владивосток)                                                    | Университет-Югра (Сургут)                                                         | Рускон-Мордовия (Саранск)                                                         |                                                                                   |                                                                                   |                                                                                   |                                                                                   |
| 2009/2010 | Нижний Новгород                                                                   | Сибирьтелеком-Локомотив (Новосибирск)                                             | Рускон-Мордовия (Саранск)                                                         |                                                                                   |                                                                                   |                                                                                   |                                                                                   |
| 2008/2009 | Автодор (Саратов)                                                                 | Металлург-Университет (Магнитогорск)                                              | Сибирьтелеком-Локомотив                                                           |                                                                                   |                                                                                   |                                                                                   |                                                                                   |
| 2007/2008 | Металлург-Университет (Магнитогорск)                                              | Союз (Заречный)                                                                   | Динамо-Теплострой (Челябинск)                                                     |                                                                                   |                                                                                   |                                                                                   |                                                                                   |
| 2006/2007 | Енисей (Красноярск)                                                               | Союз (Заречный)                                                                   | Северсталь (Череповец)                                                            |                                                                                   |                                                                                   |                                                                                   |                                                                                   |
| 2005/2006 | Стандарт (Тольятти)                                                               | Енисей (Красноярск)                                                               | Металлург-Университет (Магнитогорск)                                              |                                                                                   |                                                                                   |                                                                                   |                                                                                   |
| 2004/2005 | Спартак-Приморье (Владивосток)                                                    | Енисей (Красноярск)                                                               | Химки-2                                                                           |                                                                                   |                                                                                   |                                                                                   |                                                                                   |
| 2003/2004 | Университет (Сургут)                                                              | Металлург-Университет (Магнитогорск)                                              | Конти (Санкт-Петербург)                                                           |                                                                                   |                                                                                   |                                                                                   |                                                                                   |
| 2002/2003 | Локомотив (Новосибирск)                                                           | Металлург-Университет (Магнитогорск)                                              | Университет (Сургут)                                                              |                                                                                   |                                                                                   |                                                                                   |                                                                                   |
| 2001/2002 | Динамо (Москва)                                                                   | Евраз (Екатеринбург)                                                              | Енисей (Красноярск)                                                               |                                                                                   |                                                                                   |                                                                                   |                                                                                   |
| 2000/2001 | Арсенал (Тула)                                                                    | Динамо-Автодор (Волгоград)                                                        | Локомотив (Новосибирск)                                                           |                                                                                   |                                                                                   |                                                                                   |                                                                                   |